# Olivone
Olivone foi uma comuna da Suíça, no Cantão Tessino, com cerca de 887 habitantes. Estendia-se por uma área de 76,16 km², de densidade populacional de 12 hab/km². Confinava com as seguintes comunas: Acquarossa, Aquila, Calpiogna, Campello, Campo, Ghirone, Mairengo, Medel (GR), Osco, Quinto, Rossura, Vals (GR).
A língua oficial nesta comuna era o Italiano.

## História
Olivone é mencionado pela primeira vez em 1193 como Alivoni, depois em 1205 foi mencionado como Orivono. Em romanche era conhecido como Luorscha. 
O poder político no alto vale de Blenio estava nas mãos de um ramo da família De Torre. Eles possuíam terras em Olivone e possuíam os direitos de padroado na igreja paroquial até que o juramento de Torre em 1182 acabasse com sua supremacia. Em 1213, as aldeias de Olivone e Aquila se revoltaram e se uniram contra a família Da Locarno, que havia recebido o poder sobre o vale pelos cônegos de Milão. Eles conseguiram expulsar os Da Locarno e voltar à situação anterior, onde eram governados por um governador da Lombardia. A L'assemblea di uomini liberi (A Assembléia dos Livres), mencionada pela primeira vez em 1136, previa o manejo de florestas comuns, pastagens alpinas e ajudava a manter aLukmanier e Greina passam. No final do século XIV, o L'assemblea di uomini liberi aproveitou o arrendamento de Olivone no pasto alpino de Santa Maria, que pertencia à abadia de Disentis. A lei consuetudinária da aldeia foi escrita nos estatutos de 1237 e 1474.
Durante a Alta Idade Média, Olivone era provavelmente o centro de uma freguesia que se estendia por todo o vale. Começando na Alta e Baixa Idade Média, a história da vila segue o curso de todo o vale. A Igreja Paroquial de S. Martino foi construída antes de 1136, tendo sido reedificada no século XVII, a que se seguiram obras de remodelação em 1974 e 1984-91. A igreja contém afrescos dos séculos XVII e XVIII. Valiosos móveis e paramentos estão expostos no Cà da Rivöi (Rivöi significa Olivone no dialeto local), uma construção do século XV.
Na rua Lukmanier o hospício de SS Sepolcro e Barnaba em Casaccia, foi construído em 1104. Seguiu-se o Hospício de S. Defendente em Camperio, construído em 1254. As famílias nobres da Torre e da Lodrino provavelmente fundaram estes dois hospícios. Posteriormente, foram geridos pelo bairro e tiveram, até ao século XV, grande importância social e económica.
Grande parte da economia local era baseada na agricultura (pecuária e laticínios). No entanto, entre o século 15 e o século 19, grande parte da economia dependia do dinheiro enviado de emigrantes para a Itália, França e Inglaterra, bem como outras cidades da Suíça. Os fabricantes de chocolate de Olivone desfrutaram de boa reputação na Itália e na França a partir do século XVII. Nas últimas décadas do século XIX, o turismo tornou-se importante. No século XX, o turismo cresceu em importância e as iniciativas de proteção da natureza e do patrimônio foram promovidas. No início do século XXI a vila era conhecida pelo turismo de inverno e verão. Olivone manteve seu caráter agrícola, mas em 1956 tornou-se o lar da usina Blenio Kraftwerke AG e de algumas empresas de construção. Abriga o Instituto Alpino de Química e Toxicologia (2006) da Fundação Alpina para Ciências da Vida. Em 2005, 22% dos empregos em Olivone eram na agricultura.
Em 22 de outubro de 2006, passou a formar parte da nova comuna de Blenio.